# 文化女子大学室蘭短期大学
文化女子大学室蘭短期大学（ぶんかじょしだいがくむろらんたんきだいがく、英語: Bunka Women's University Muroran Junior College）は、北海道室蘭市高砂町3-11-50に本部を置いていた日本の私立大学である。1969年に設置され、2009年に廃止された。大学の略称は室蘭短大または文短。

## 概観

### 大学全体
- 北海道室蘭市に所在した日本の私立短期大学で、設置主体は学校法人文化学園[1]。
- 1969年に開学。長らく2学科体制だったが、最終的には1学科体制となる。
- 2007年度の入学生を最後に[注釈 2]、2009年に短期大学としての使命を終える[2]。

### 建学の精神（校訓・理念・学是）
- 文化女子大学室蘭短期大学における建学の精神は「新しい美と文化の創造」。

### 教育および研究
- 当初は、服飾、秘書、保育の3分野を中心としていたが、閉校前は保育者養成のみに重点を絞っていた。コミュニティー総合学科では110科目24ユニットと、学べる学問領域が広く多種多彩な資格・免許状が取得できるようになっていた

### 学風および特色
- 文化女子大学室蘭短期大学は胆振支庁・日高支庁近辺における唯一の女子高等機関として設置された。

## 沿革
- 1969年
  - 2月8日 左記を以て文部省[注 2]より短期大学の設置が認可される。[3]
  - 4月1日 文化女子大学室蘭短期大学が以下の学科体制にて開学[注 3]
    - 服装科 入学定員100名
    - 保育科 入学定員50名
- 1970年
  - 5月1日 学生数[6]/定員
    - 服装科 75[注釈 3]/200
    - 保育科 70[注釈 3]/100
- 1971年
  - 4月1日 服装科を服装学科に改称[注 4]
- 1973年
  - 6月1日 設置者を以下の通り変更する[11]。
    - 学校法人並木学園→文化学園
- 1976年
  - 4月1日 学科の入学定員を以下の通り変更する[注 5]。
    - 服飾学科 100→70
    - 保育科 50→80

  - 5月1日 学生数[15]/定員
    - 服装科 97[注釈 3]/170
    - 保育科 220[注釈 3]/130
- 1983年
  - 4月1日 この年度の入学生より、服装学科を生活教養科に改組され、入学定員を旧来の70名[16]→100名[17]に増員[注 6]。
- 1983年
  - 5月1日 学生数[20]/定員
    - 生活教養科 55[注釈 3]/100
      - 服装科 24[注釈 3]/70

    - 保育科 225[注釈 3]/160
- 1984年
  - 以下の学科・専攻についてはこの年度をもって正式に廃止とする[注 7]。
    - 服装学科
- 1985年
  - 5月1日 学生数[23]/定員
    - 生活教養科 53[注釈 3]/200
    - 保育科 116[注釈 3]/160
- 1987年
  - 4月1日 生活教養科の入学定員を100→50に減員[注 8]
  - 5月1日 学生数[28]/定員
    - 生活教養科 69[注釈 3]/150
    - 保育科 115[注釈 3]/160
- 1988年
  - 4月1日 この年度の入学生より、生活教養科を教養学科に改組[29]。
  - 5月1日 学生数[30]/定員
    - 教養学科 160[注釈 3]/100
    - 保育科 93[注釈 3]/160
- 1990年
  - 4月1日 学科の入学定員を以下の通り変更する[注 9]。
    - 教養学科 50→90
    - 保育科 80→40

  - 5月1日 学生数[34]/定員
    - 教養学科 179[注釈 3]/140
    - 保育科 102[注釈 3]/120
- 1992年
  - 5月1日 学生数[注 10]/定員
    - 教養学科 226[注釈 3]/180
    - 保育科 97[注釈 3]/80
- 1997年
  - 4月1日 学科の入学定員を以下の通り変更する[37]。
    - 教養学科 90→70
    - 保育科 40→60
- 1997年
  - 5月1日 学生数[38]/定員
    - 教養学科 86[注釈 3]/160
    - 保育科 102[注釈 3]/100
- 1999年
  - 5月1日 学生数[39]/定員
    - 教養学科 85[注釈 3]/140
    - 保育科 98[注釈 3]/120
- 2005年
  - 4月1日 この年度の入学生より、教養学科をコミュニティー総合学科に改組[40]。
- 2006年
  - 3月16日 以下の学科については左記をもって正式に廃止とする[41]。
    - 教養学科

  - 4月1日 以下の学科については、この年度で学生募集を最終とする[注 11]。
    - コミュニティー総合学科
- 2007年
  - 4月1日 この年度をもって短大の学生募集を終了[注釈 2]。
- 2008年
  - 3月16日 以下の学科については左記をもって正式に廃止とする[1]。
    - コミュニティー総合学科
- 2009年
  - 8月26日 左記をもって正式に廃止とする[2]。

## 基礎データ

### 所在地
- 北海道室蘭市高砂町3-11-50[注釈 1]

### 当時の交通アクセス
- JR室蘭本線鷲別駅下車。同駅より、道南バス東町ターミナルより鷲別経由工大循環線、ろう学校循環線に乗車、「文化女子短大前」バス停留所下車。
- 徒歩利用だと徒歩で約15分はかかる。

### 象徴
- 文化女子大学室蘭短期大学のカレッジマークはすみれをイメージしたものとなっている[43]。

## 教育および研究

### 組織

#### 学科
- 保育科 入学定員60名[注 12]
- コミュニティー総合学科 入学定員☆名[注 13]

#### 専攻科
- なし

#### 別科
- なし

##### 取得資格について
- 保育科では幼稚園教諭二種免許状と保育士資格が取得できるようになっていた。
- コミュニティ総合学科では、中学校教諭二種免許状（英語・美術）が取得できる教職課程が設置されていた[44]。この学科の前身である服飾学科では（家庭）が設けられていた。

### 研究
- 『文化女子大学室蘭短期大学研究紀要』[45]

## 学生生活

### 部活動・クラブ活動・サークル活動
- 文化女子大学室蘭短期大学のクラブ活動
  - 体育系：バドミントン・水泳・弓道ほか
  - 文化系：美術・ハンドベルほか

### 学園祭
- 文化女子大学室蘭短期大学の学園祭は「文大祭」と呼ばれ、これまで毎年概ね10月下旬に行われてきた。

### スポーツ
- バドミントン部が、北海道地区大学体育大会における常連となっていた。

## 大学関係者と組織

### 大学関係者
- 大沼淳：開学から閉校まで学長を歴任。

## 施設

### キャンパス
- 図書館
- パソコン教室
- 進路資料室
- プレイルーム
- ピアノレッスン室ほか

## 対外関係

### 日本
- 室蘭工業大学

### 姉妹校
- 文化女子大学長野専門学校

### 系列校
- 文化女子大学
- 文化学園大学短期大学部

## 社会との関わり
- 「市民のための特別公開講座」が行われてきた。
- 「キッズゲルニカ」と称した貢献事業が行われた。

## 卒業後の進路について

### 就職について
- 教養学科：デジタルハリウッドほか
- 保育科：保育士として保育所へ就職する人が最も多い傾向にあり、幼稚園への就職者も少なくなかった。また、一般企業への就職者もいた。文化女子大学室蘭短期大学附属幼稚園（現・文化学園大学附属幼稚園）で活躍する卒業生もいた。

### 編入学･進学実績
- 系列の文化女子大学ほか北翔大学・川村学園女子大学・尚美学園大学・聖徳大学・東邦音楽大学などがある。

## 附属学校
- 文化女子大学室蘭短期大学附属幼稚園